# 黑顶奇鹛
黑顶奇鹛（学名：Heterophasia capistrata），亦作黑头奇鹛，是画眉科奇鹛属的一种，分布于印度、巴基斯坦、不丹、中国大陆和尼泊尔。该物种的保护状况被评为无危。
黑顶奇鹛的平均体重约为39.4克。栖息地包括温带森林、乡村花园、亚热带或热带的高海拔疏灌丛、亚热带或热带的湿润山地林和耕地。该物种的模式产地在印度大吉岭。

## 亚种
- 黑顶奇鹛藏南亚种（学名：Heterophasia capistrata bayleyi）。分布于尼泊尔、锡金、不丹、印度以及中国大陆的西藏等地。该物种的模式产地在不丹东部Taktoo。[3]
- 黑顶奇鹛珠峰亚种（学名：Heterophasia capistrata nigriceps）。分布于印度以及中国大陆的西藏等地。该物种的模式产地在尼泊尔。[4]